# Asfaltovenator
Asfaltovenator – рід великих базальних тетанурів. Рештки (майже повний череп і фрагментарний скелет) знайдені в Аргентині. Станом на 2019 це був найповніший відомий скелет раннього тетанура. Можливо це найпримітивніший представник Allosauroidea .